# ボブ・クレイン 快楽を知ったTVスター
『ボブ・クレイン 快楽を知ったTVスター』（Auto Focus）は、2002年のアメリカ合衆国の伝記映画。ポール・シュレイダー監督、グレッグ・キニア、ウィレム・デフォー出演。ストーリーは、1965年から1971年まで放送されたシットコム『0012捕虜収容所』に主演して一躍人気者になった俳優ボブ・クレインが、1978年に殺害されるまでを描く。1993年に発表されたロバート・グレイスミスの『The murder of Bob Crane』が原作で、マイケル・ガーボシが脚色を担当した。

## ストーリー
ラジオの人気DJとして活躍するボブ・クレインだが、映画に出演してジャック・レモンのような俳優になることを夢見ていた。エージェントのレニーから、TVシリーズの出演依頼があることを知らされるが、映画に出たかったボブは一旦は断るが、レニーに引き止められ企画書を渡される。それを読んだ彼は、役が自分のやりたかったものだったため出演に乗り気になり、教会から帰った後妻のアンにTVシリーズのことを話す。彼女ははじめ難色を示していたが、ボブが出演したがっているのを見て承諾する。
そうして番組『0012捕虜収容所』に出演することになったボブは、張り切って撮影に臨んだ。番組はゴールデンタイムの中で一番の人気を得て、彼は人気者になる。その撮影所で、ジョン・カーペンターというフリーのVTR開発者兼セールスマンと知り合う。彼は、ソニーに雇われて最新映像機器の開発を手伝っているという。ボブは、撮影終了後にジョンとクラブで落ち合うことになる。2人はその後別のクラブで再会し、ジョンに誘われ彼の家を訪れて、女性たちと夜の遊びを行うようになっていく。ボブはジョンと友人になり、彼をカーピーと呼ぶようになる。一方、共演者のシグリット・バルディスや、クラブの女性と毎晩セックスするという生活を送り、アンとの夫婦関係は急速に冷めていった。ジョンは、乱交中にボブの尻を撫でたことで彼とケンカになり、さらに色覚異常が見つかりソニーから解雇され、アカイというメーカーへ移ることを余儀なくされる。その後仲直りした2人は、相変わらずセックス三昧の毎日だったが、ある日アンに、ボブが撮りためた女性たちの写真が見つかり、それが決定打となりボブは彼女と離婚する。
『0012捕虜収容所』の放送終了後シグリットと再婚したボブだが、すでにギャラを使い果たしたため新しい役を見つけようとするが、6年間演じたホーガンのイメージがついてしまったため役を得られず、生活に困窮するようになる。なんとかディナーショーの劇に出演できたが、再び表舞台に立ちたいと思っていたボブは、ジョンに相談しポルノ映画を製作しようと持ちかけるが、そのときディズニーから小さな役の出演依頼が来る。

## キャスト
| 役名                                        | 俳優                     | 日本語吹替 |
| ------------------------------------------- | ------------------------ | ---------- |
| ボブ・クレイン                              | グレッグ・キニア         | 森田順平   |
| ジョン・ヘンリー・カーペンター              | ウィレム・デフォー       | 江原正士   |
| アン・クレイン                              | リタ・ウィルソン         | 佐藤しのぶ |
| パトリシア・クレイン/シグリット・バルディス | マリア・ベロ             | 日野由利加 |
| レニー                                      | ロン・リーブマン         | 清川元夢   |
| エドワード・H・フェルドマン                 | ブルース・ソロモン       | 石波義人   |
| リチャード・ドーソン                        | マイケル・E・ロジャース  | 加瀬康之   |
| ワーナー・クレンペラー                      | カート・フラー           | 堀部隆一   |
| ロバート・クラリー                          | クリストファー・ニーマン |            |
| ジョン・バナー                              | ライル・カノウス         | 藤本譲     |
| メル・ローゼン                              | エド・ベグリー・ジュニア | 伊藤和晃   |
| ソニーの重役                                | マイケル・マッキーン     | 伊藤和晃   |
| 神父                                        | ドン・マクマナス         | 中博史     |
| ストリップクラブMC                          | ジョー・グリファシ       | 石波義人   |
| ブルーノ・ゲルッシ                          | ジョン・カペロス         | 相沢正輝   |

## スタッフ
- 監督：ポール・シュレイダー
- 脚本：マイケル・ガーボシ
- 原作：ロバート・グレイスミス 『The murder of Bob Crane』
- 製作：スコット・アレクサンダー、ラリー・カラゼウスキー、アリシア・アレイン、パトリック・ドラード（英語版）
ブライアン・オリヴァー（英語版）、トッド・ロスケン
- 製作総指揮：リック・ヘス、トレボア・メイシー、ジェームズ・シェイマス
- 撮影監督：ジェフリー・グリーリー、フレッド・マーフィ,A.S.C.
- プロダクションデザイナー：ジェームズ・チンランド（英語版）
- 編集：クリスティーナ・ボーデン
- 衣裳デザイン：ジュリー・ウェイス
- 音楽：アンジェロ・バダラメンティ
- キャスティング：ウェンディ・カーツマン
- 字幕・吹替翻訳：松崎広幸
- 吹替演出：安江誠
- 吹替調整：小山雄一郎
- 吹替製作：グロービジョン